# Kreis der Twiste
| Basisdaten (Stand 1942) | Basisdaten (Stand 1942) |
| ----------------------- | ----------------------- |
| Preußische Provinz      | Hessen-Nassau           |
| Regierungsbezirk        | Kassel                  |
| Verwaltungssitz         | Arolsen                 |
| Fläche                  | 302,3 km²               |
| Einwohner               | 17.650 (1939)           |
| Bevölkerungsdichte      | 58 Einw./km² (1939)     |
| Gemeinden               | 32 (1942)               |

Der Kreis der Twiste war ein deutscher Landkreis, der von 1850 bis 1942 bestand. Das ehemalige Kreisgebiet gehört heute zum Landkreis Waldeck-Frankenberg in Hessen.

## Geschichte
Der Kreis der Twiste wurde am 27. April 1850 im Fürstentum Waldeck gegründet. Die Kreisverwaltung befand sich zunächst in Mengeringhausen und wurde später nach Arolsen verlegt. Am 1. April 1929 wurde der Kreis der Twiste anlässlich der Auflösung des Landes Waldeck in die preußische Provinz Hessen-Nassau umgegliedert. Er sollte zum 1. April 1934 mit dem Landkreis Wolfhagen zu einem neuen Landkreis Arolsen zusammengeschlossen werden, allerdings wurde dies nicht verwirklicht.
Am 1. Februar 1942 wurde er zusammen mit dem Kreis der Eder und dem Kreis des Eisenbergs zum neuen Landkreis Waldeck vereinigt.

## Einwohnerentwicklung
| Jahr | Einwohner | Quelle |
| ---- | --------- | ------ |
| 1900 | 16.430    | [ 1 ]  |
| 1910 | 16.154    | [ 1 ]  |
| 1925 | 16.169    | [ 2 ]  |
| 1933 | 16.485    | [ 2 ]  |
| 1939 | 17.650    | [ 2 ]  |

## Landräte
- 1850 Wilhelm Schumann
- 1869 Otto von Klewitz
- 1880 Robert Ebersbach
- 1883 Karl Rösener
- 1916 Max Wittmer
- 1934 Friedrich Marquart

## Gemeinden

### 1910
Zum 1. Dezember 1910 gab es im Kreis der Twiste 31 Kommunen.
| Kommunen | Kommunen          | 16.154        |
| #        | Kommune           | Einwohnerzahl |
| -------- | ----------------- | ------------- |
| 1        | Arolsen           | 2.793         |
| 2        | Mengeringhausen   | 1.380         |
| 3        | Rhoden            | 1.319         |
| 4        | Wrexen            | 905           |
| 5        | Twiste            | 866           |
| 6        | Helsen            | 828           |
| 7        | Landau            | 800           |
| 8        | Külte             | 700           |
| 9        | Wetterburg        | 468           |
| 10       | Vasbeck           | 453           |
| 11       | Wethen            | 452           |
| 12       | Hesperinghausen   | 433           |
| 13       | Schmillinghausen  | 416           |
| 14       | Helmighausen      | 398           |
| 15       | Massenhausen      | 376           |
| 16       | Neudorf           | 358           |
| 17       | Kohlgrund         | 338           |
| 18       | Lütersheim        | 295           |
| 19       | Gembeck           | 294           |
| 20       | Nieder-Waroldern  | 291           |
| 21       | Herbsen           | 251           |
| 22       | Elleringhausen    | 229           |
| 23       | Braunsen          | 223           |
| 24       | Dehringhausen     | 223           |
| 25       | Ober-Waroldern    | 219           |
| 26       | Dehausen          | 154           |
| 27       | Ammenhausen       | 152           |
| 28       | Volkhardinghausen | 144           |
| 29       | Bühle             | 138           |
| 30       | Hörle             | 132           |
| 31       | Orpethal          | 126           |

### Letzter Gebietsstand
Der Kreis der Twiste umfasste zuletzt 32 Gemeinden, von denen vier das Stadtrecht besaßen:
| - Ammenhausen - Arolsen, Stadt - Braunsen - Bühle - Dehausen - Dehringhausen - Elleringhausen - Gembeck | - Helmighausen - Helsen - Herbsen - Hesperinghausen - Hörle - Kohlgrund - Külte - Landau, Stadt | - Lütersheim - Massenhausen - Mengeringhausen, Stadt - Neu-Berich (ab 1912) - Neudorf - Nieder-Waroldern - Ober-Waroldern - Orpethal | - Rhoden, Stadt - Schmillinghausen - Twiste - Vasbeck - Volkhardinghausen - Wethen - Wetterburg - Wrexen |

Die Gemeinde Neu-Berich entstand im Rahmen der Umsiedlung von Bewohnern der Dörfer, die durch den neuen Ederstausee überflutet wurden.